# Wittmunder Kreishaus

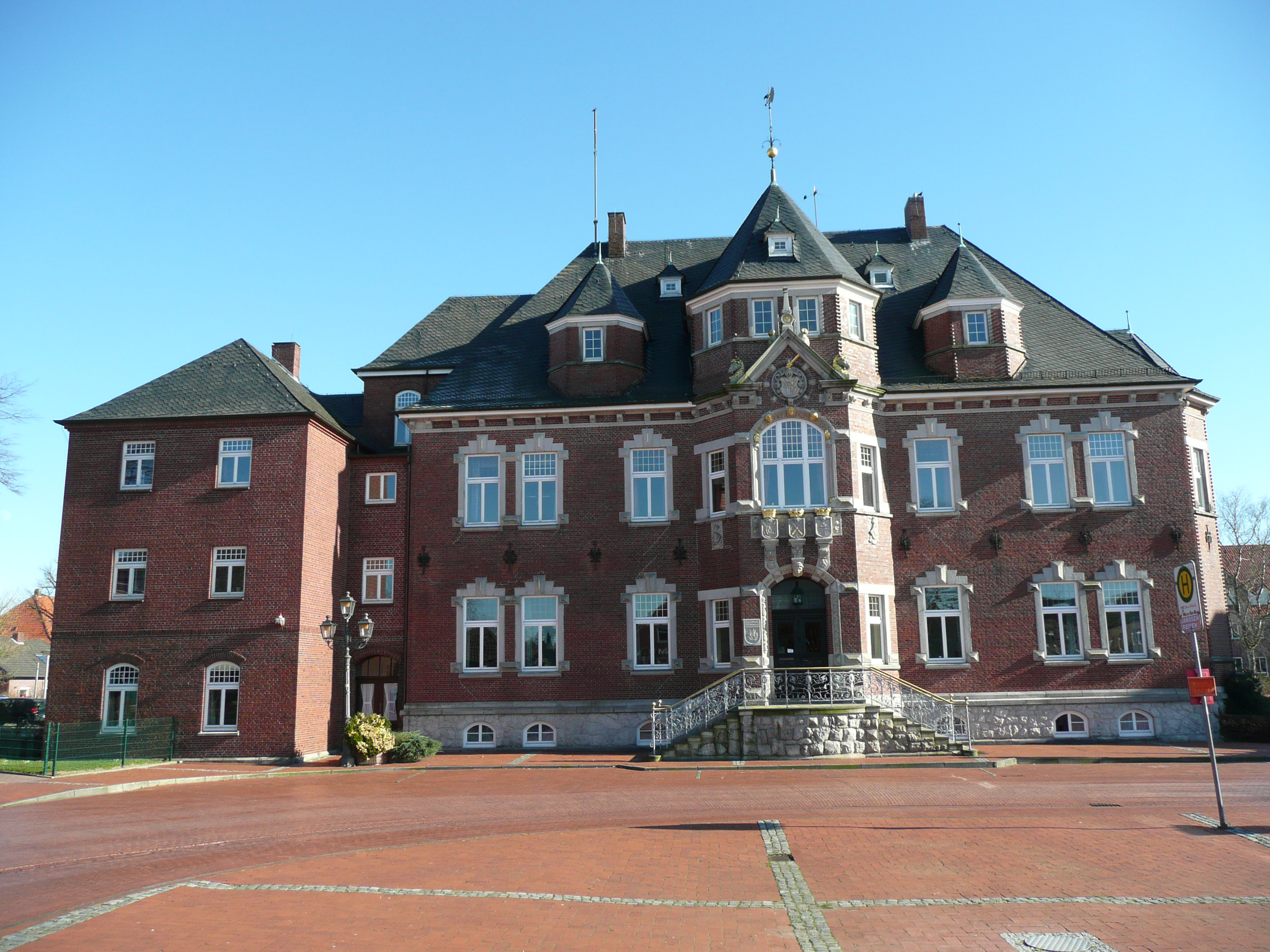
Historisches Kreishaus zu Wittmund

Das Wittmunder Kreishaus wurde in den Jahren 1899 bis 1901 in Wittmund erbaut. Die Kosten beliefen sich auf ca. 100.000 Mark.

## Geschichte

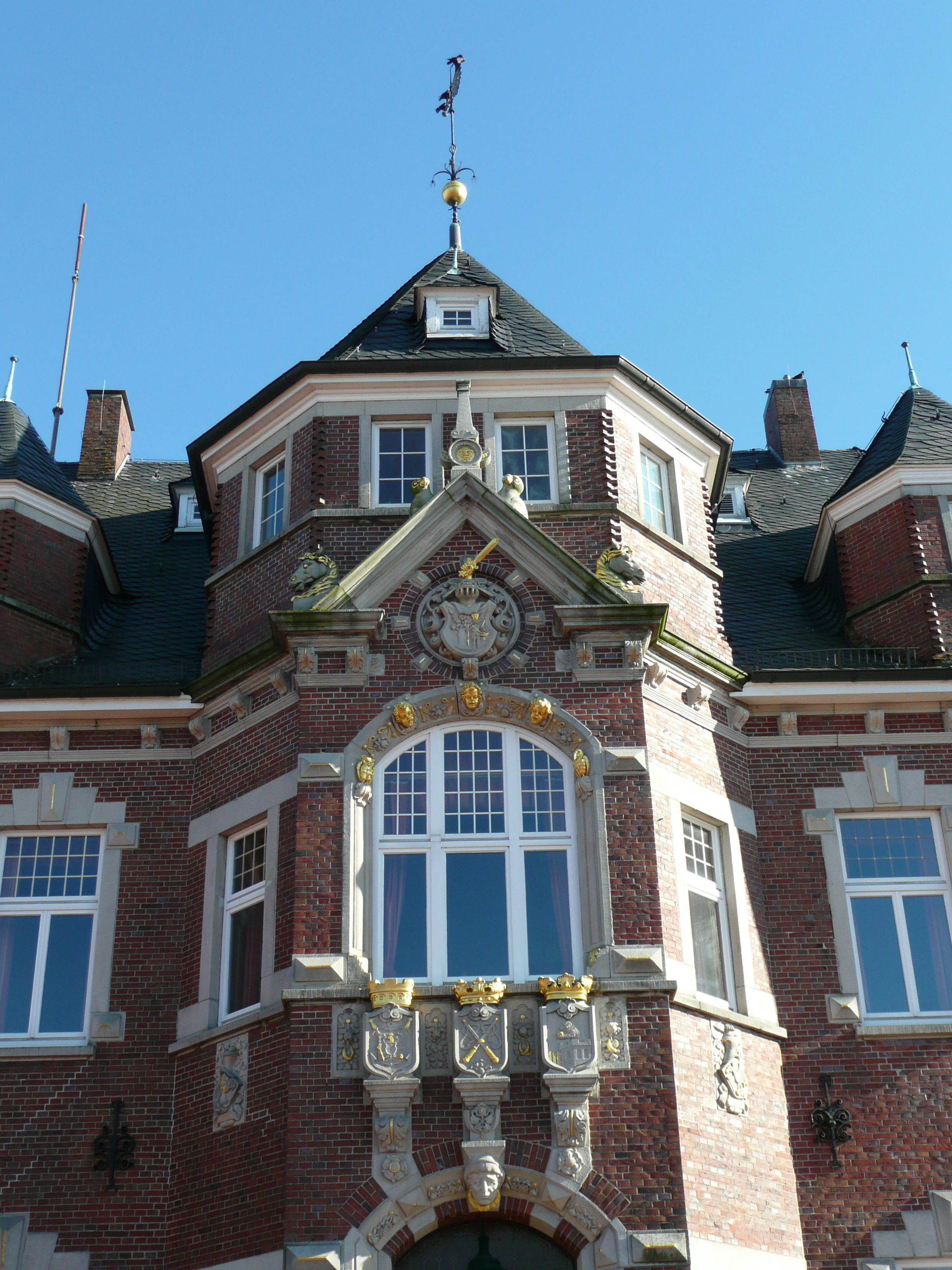
Detailansicht des Kreishauses zu Wittmund

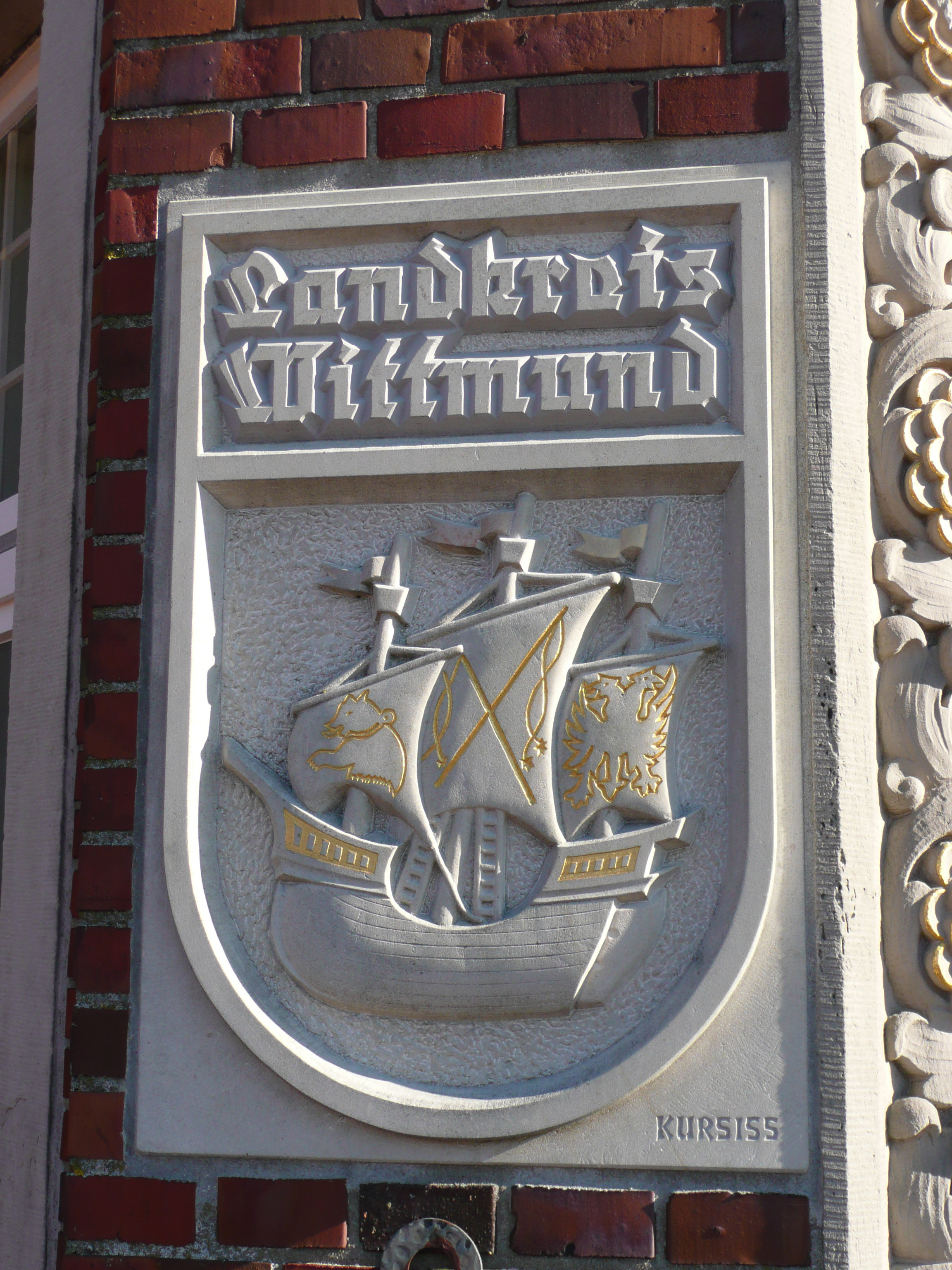
Wappen am Kreishaus zu Wittmund

Im Jahre 1899 begann der Bau des neuen Kreishauses für den Landkreis Wittmund. Die Leitung des Baues hatte der aus Wittmund stammende Architekt Ludwig Klingenberg. Der Bau dauerte knapp vier Jahre. Am 3. April 1901 wurde das Gebäude feierlich eröffnet.
In den 1950er Jahren wurde das Kreishaus durch einen Anbau erweitert, der aus heutiger Sicht nicht zum restlichen Baustil des Hauses passt.
In den 1980er Jahren wurde das Kreishaus für fast eine Million Mark umfangreich restauriert, u. a. wurden die Fenster und Außenfassade saniert und die mächtigen Gewölbedecken im Gebäudeinnern ausgebessert.

## Bedeutung und Flair
Seit der Einweihung sticht das Gebäude mit seiner kunstvollen Gestaltung besonders aus dem restlichen Bild des Wittmunder Stadtkerns hervor. Die gestalterischen Planungen nahmen Rücksicht auf den damals bereits vorhandenen Baubestand am Marktplatz. Gleichzeitig bemühten sich Planer und Auftraggeber um eine besondere Dekorationsfülle, um dem Jahrhundertwechsel Ausdruck zu verleihen.
Beeindruckend ist auch das mächtige Schieferdach des Kreishauses mit den Dacherkern in der Art von Turmaufsätzen. Die Seitenfronten zeigen ein ähnliches Dekorationsschema wie die Fassade, wogegen die Rückwand weitgehend schmucklos blieb. Mittelpunkt im Innern des Gebäudes ist der Sitzungssaal. Bei der Gestaltung dieses Repräsentationsraumes wurde gezeigt, was heimische Handwerker zu leisten vermögen. Entlang aller vier Wände sind 44 im Stil des Delfter Blau gezeichnete Bilder mit Motiven aus dem Kreisgebiet in seinen ursprünglichen Grenzen in die Holzverkleidungen eingelassen. Der Wandabschluss zur Decke hin ist an den Längsseiten mit Wappenbildern geziert, die überwiegend dem ostfriesischen Raum zuzuordnen sind.
Im Gebäudeflur sind außer den kunstvoll bemalten Gewölbedecken eine alte Bismarck-Büste sowie einige historische Holztüren im Original erhalten.